# Niko Terho
Niko Terho (Barbados, 3 febbraio 1996) è un attore barbadiano.
Ha ottenuto successo grazie al ruolo di Lucas Adams in Grey's Anatomy.

## Filmografia

### Cinema
- Howard, regia di Zorinah Juan - cortometraggio (2019)
- Sno Babies, regia di Bridget Smith (2020)

### Televisione
- Sweetbitter – serie TV, 1 episodio (2019)
- The Thing About Harry - film TV, regia di Peter Paige (2020)
- Grey's Anatomy - serie TV, 30 episodi (2022-in corso)

## Doppiatori italiani
Nelle versioni in italiano delle opere in cui ha recitato, Niko Terho  è stato doppiato da:
- Federico Campaiola in Grey's Anatomy, Station 19